# سفارة الأرجنتين في مصر
سفارة الأرجنتين لدى مصر هي الممثلية الدبلوماسية العليا لدولة الأرجنتين لدى جمهورية مصر العربية.

## عنوان السفارة
8 الصالح أيوب، الجبلاية، الزمالك، الجيزة·

## اقرأ أيضا
- قائمة البعثات الديبلوماسية في مصر